# Ik Kil
Az Ik Kil egy úgynevezett cenote, vagyis mély víznyelő Mexikó Yucatán államában, Tinum községben, a világörökség részét képező Chichén Itzá romváros közelében. A turisták kedvelt célpontja, úszni is szabad az alján található tóban.

## Jellemzői
A csaknem függőleges falú víznyelő mélysége mintegy 40 m, de a benne levő víz felszíne 26 m mélyen van. Nyílása majdnem tökéletesen kerek, átmérője 60 m. Falán dús növényzet burjánzik, föntről kis vízesések ömlenek a lenti tóba.
A vízben kis harcsafélék élnek, a víznyelő körüli erdőkben pedig változatos trópusi élővilág a jellemző.

## Turizmus

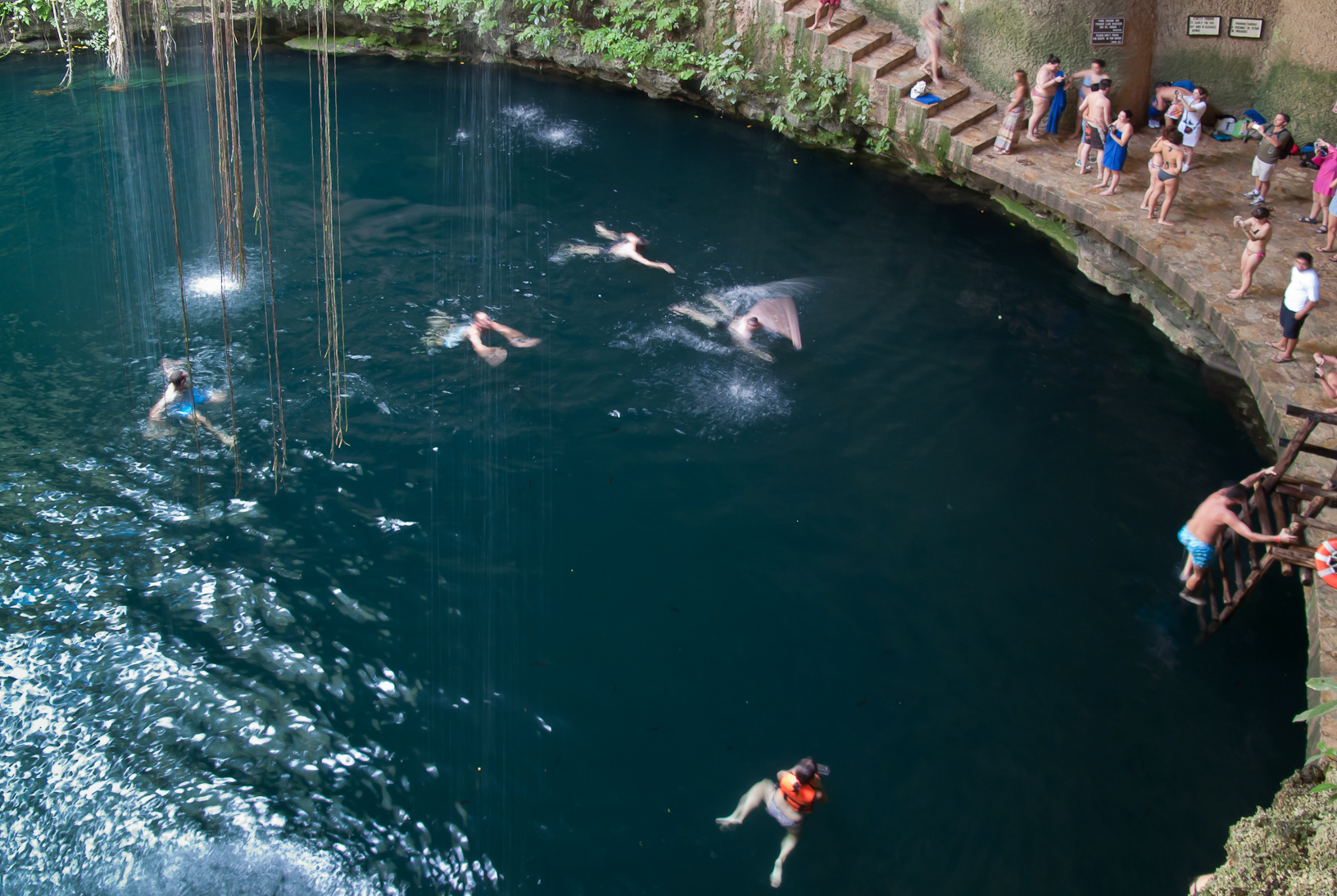
A fürdőzők kiépített lépcsőn közelíthetik meg a víznyelőt

Az Ik Kil nyitva áll a látogatók számára reggeltől délutánig, belépődíjat viszont fizetni kell. Kiépítettek egy lépcsőt is, amin le lehet menni a víztükörhöz, illetve ha föntről ugrik le valaki, akkor följöhet rajta.
2010-ben a Red Bull Sziklaugró Világbajnoki Versenysorozat eljutott erre a helyszínre is.